# Blason de Saint-Laurent-du-Maroni
Le blason de Saint-Laurent-du-Maroni.

## Description
Une croix d’or fuselée, chargée d’une salamandre animale contournée de sinople posée sur un brasier de gueules. Au premier canton d’argent à une épée haute portant sur sa pointe une balance de deux plateaux, le tout du même; au second d’argent à une grille de prison composée de 4 barreaux et 4 traverses, sommée de deux clefs posées en sautoir, accompagnée de 7 tourteaux, 3 à senestre, 3 à dextre et 1 en pointe, le tout de sable; au troisième d’azur à une ancre de sable accompagnée de 2 marsouins affrontés de gueules; au quatrième de sinople à une souche d’arbre d’or au duramen de gueules. A une couronne d’or brochante en chef.
Sa devise : « Peu me chaut, rien ne me cuid » (Peu m’importe, rien ne me dit).